# Islote Afuera
Islote Afuera (spanisch für Äußere Insel) ist eine kleine Insel westlich von Hoseason Island im Palmer-Archipel vor der Westküste der Antarktischen Halbinsel. Sie liegt rund 30 km westlich der Trinity-Insel.
Die Benennung geht auf argentinische Wissenschaftler zurück. Der weitere Benennungshintergrund ist nicht überliefert.